# Schindleria brevipinguis
Schindleria brevipinguis ist eine Fischart aus der Ordnung der Grundelartigen. S. brevipinguis galt kurz als kleinstes Wirbeltier der Welt, bis Paedocypris progenetica entdeckt wurde. Ein deutscher Name ist noch nicht festgelegt, im Englischen wird die Art Stout Infantfish (etwa: Stämmiger Larvenfisch) genannt.
Bereits 1979 wurde das erste Exemplar am Osprey Reef gefangen, aber erst 2004 wissenschaftlich beschrieben.

## Gestalt und Körperbau
Schindleria brevipinguis ist schmal und stämmig und wiegt nur 1 mg. Er behält auch als Erwachsener kindliche, larvenartige Züge und wird nur etwa 2 Monate alt. Ein weibliches gefangenes Tier hatte die Länge von 8,4 mm, ein männliches Tier war etwa 7 mm lang. Die Fische besitzen, abgesehen von den großen Augen, keine Farbpigmente.
Rückenflossenweichstrahlen (insgesamt): 13; Afterflossenweichstrahlen: 10 – 11; Wirbelzahl: 35 – 36.

## Lebensraum
Da bisher nur sechs Exemplare gefangen wurden, ist noch nicht viel über ihre Lebensweise bekannt. Alle Exemplare wurden in einer Tiefe von 15 bis 30 Metern gefangen. Sie stammen aus der Gegend um Lizard Island, am Carter Reef des Great Barrier Reef (14° 33,5′ S, 145° 35′ O) und vom Osprey Reef im Korallenmeer.